# Headshop

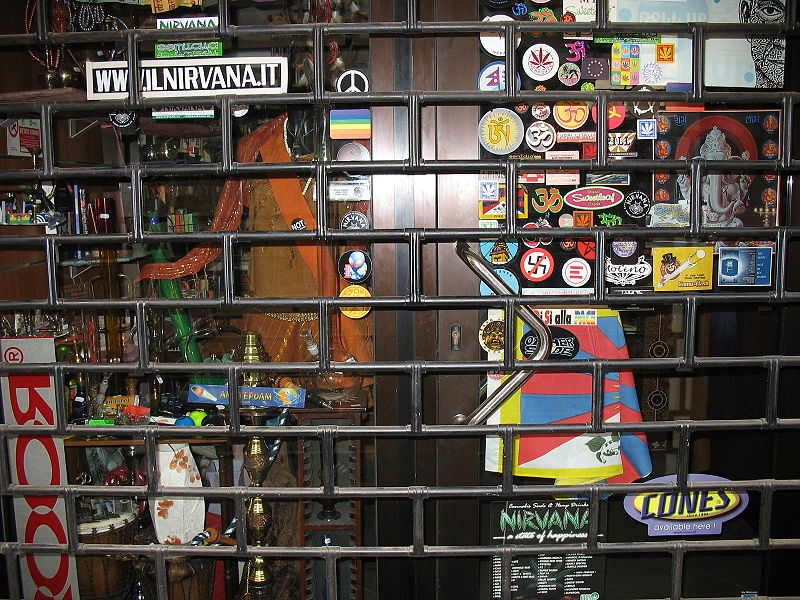
Headshop in Florence

Een headshop is een winkel die artikelen verkoopt die te maken hebben met het gebruik van drugs, maar in principe zelf geen psychoactieve stoffen verkoopt.
Een headshop verkoopt jointvloeitjes, (water)pijpen, grinders, vaporizers en dergelijke voor het gebruik van cannabisproducten, maar ook attributen voor illegale drugs, zoals snuiflepeltjes en dergelijke. Verder verkoopt een headshop gebruiksartikelen, kleding en sieraden met wietlogo of Cocaine-opdruk. Ook weegschaaltjes en lege verpakkingen kunnen tot het assortiment behoren. Headshops met een breder assortiment verkopen bijvoorbeeld ook beeldjes van sprookjesfiguren of psychedelische posters.
De functie van headshop is in Nederland grotendeels overgenomen door de smartshops, terwijl sommige coffeeshops ook een headshopafdeling hebben.